# 威爾伯恩 (阿拉巴馬州)
威爾伯恩（英語：Wilburn）是一個位於美國阿拉巴馬州卡爾曼縣的非建制地區。該地的面積和人口皆未知。

## 地理
威爾伯恩的座標為33°57′06″N 87°02′03″W / 33.95166°N 87.03416°W，而該地最高點為海拔高度219米（即718英尺）。